# 宇宙雨林
宇宙雨林（日語：コスモキュランダ），是日本現役純種競賽馬匹。目前主要勝利有2024年彌生賞大震撼紀念。

## 出賽前
2021年2月23日出生於北海道新冠町大紅牧場，所有權歸於岡田美佐子的牧場旗下，其後交由美浦訓練中心練馬師加藤士津八訓練。

## 競賽生涯

### 2歲
2023年6月10日出戰東京競馬場2歲新馬戰，比賽初段因漏閘未能進佔有利位置，最終以第十二大敗。
其後出戰2歲未勝利戰，順利出閘之下選擇領放，但於直路上未能維持走勢，最終被其他對手超越下以第三完賽。
3星期後再度挑戰2歲未勝利戰，雖然於直路一度取得領先，但後續被上前的Avandel超越，以第二的戰績完賽。
稍為休養後於10月下旬第三度出戰2歲未勝利戰，比賽途中保持於的位置下在直路順利透出，最終亦能壓贏領放馬Longing Gabbana並拉開對手，以2 1/2馬位優勢取得首勝。
11月25日出戰京都兩歲錦標，於出閘前一刻在閘箱內站立，漏閘之下保持於後方位置推進，並於中團開始變奏稍為上前。進入直路後，雖然其嘗試由中檔位置突破，但被前方的野田分位及Di Speranza阻擋下無法突圍，最終以第八完賽。

### 3歲
2024年首戰為3歲一捷馬戰，比賽初段選擇於尾二的位置推進，於第三彎道開始加速抽出外檔。進入直路後，雖然其於所在位置跑出全長最快末腳速度，但仍然未能超越稍早前出頭的Fabulous Star，以第二的戰績完賽。
其後以彌生賞大震撼紀念作為目標，改由杜滿萊策騎。比賽開始後，其於後方位置展開推進，但於通過第二彎道後隨即發力，由外檔逐步上前，在第三彎道時候經已進佔第二的位置。進入直路後，其瞬間展開加速向前壓迫，成功超越領放馬Sirius Colt下再抵擋後方真命新帝的追擊，最終以1分59.8秒的破紀錄完賽時間取得首個分級賽冠軍。
4月按照計劃出戰皋月賞，雖然其經已贏得彌生賞大震撼紀念，但賽前仍然僅取得第七人氣。比賽開始後，其選擇居中戰術保持於約莫第九左右的位置穩步推進，面對前方名將田原施展的快放仍然維持自身的節奏，於第三、四彎道之間才逐步加速。進入直路後，其再度以凌厲的姿態由所在位置突破加速，雖然於最後100米處超越領先的遠觀天象，但無法壓制駿天潮城之下以第二落敗。
完成皋月賞後以東京優駿（日本打吡）為目標，比賽初段維持於後方位置，但於進入對面直路後隨即由外檔提前加速，並於第三、四彎道時處於第五的位置。進入直路後，其嘗試於中檔位置展開衝刺，可惜僅能維持均速下無法戰勝對手，以第六的戰績完賽。
進入秋季後以聖烈特紀念作為起動戰，賽前取得第一人氣。比賽開始後，其選擇保持於中團的位置逐步推進，但於第三彎道前逐步於外檔位置展開加速，於第四彎道時候經已處於先頭位置。進入直路後，其繼續以不俗的速度展開衝刺並一度取得領先，但於最後關頭轉趨力弱下被衝出的名城潮流超越，最終以1 3/4馬位落敗得第二。
10月20日按照計劃出戰菊花賞，比賽初段其處於較為後方的位置，直至第二圈對面直路才稍為提速，於第三、四彎道之間處於中團的位置。然而進入直路後，其未能維持穩定的速度繼續走勢，最終開始力弱失速下以第十四大敗。
12月7日出戰中日新聞盃，比賽初段因為慢閘落於中團靠後位置，進入對面直路後逐步抽出並於外檔位置展開加速。進入直路後，其經已處於先頭位置準備衝刺，可惜力弱之下無法順利進入全速狀態，最終僅跑獲第六。

### 4歲
2025年首戰選擇為美國賽馬會盃，比賽初段其因為稍微慢閘需要在後方位置推進，但於對面直路中前段沿着外檔位置變奏上前，於第三、四彎道經已進佔第三的位置。進入直路後，其迅速透出取代領放馬Chuck Nate佔先並繼續衝刺，可惜於最後200米處被內欄的摩天威獅壓制下於最後關頭再被外檔來襲的野田分位超越，最終跑獲第三的戰績。
4月上旬出戰大阪盃，本比賽進佔先頭約莫第五左右的位置推進，於彎道處開始尋找望空的位置。進入直路後，其選擇於中外檔位置展開加速推進，但最終仍然未能展現優秀的走勢，被其他對手超越下和喜運英豪跑獲平頭第八。
其後以札幌紀念作為目標，比賽初段保持在中團靠後的位置，但進入對面直路後進一步墮後。進入直路後，其在外檔位置開始加速上前，但未能跑出加速力下最終以第十落敗。

### 詳細賽績
| 日期       | 舉辦國家 | 馬場 | 距離   | 級別 | 賽事名稱         | 負重 | 騎師     | 馬號 | 出馬 | 名次 | 時間   | 頭馬（二馬）        |
| ---------- | -------- | ---- | ------ | ---- | ---------------- | ---- | -------- | ---- | ---- | ---- | ------ | ------------------- |
| 10/6/2023  | 日本     | 東京 | 草1600 |      | 2歲新馬          | 55   | 戶崎圭太 | 3    | 12   | 12   | 1:39.4 | 精緻磚塔            |
| 10/9/2023  | 日本     | 中山 | 草2000 |      | 2歲未勝利        | 55   | 丹內祐次 | 8    | 10   | 4    | 2:01.5 | Kohinoor            |
| 30/9/2023  | 日本     | 中山 | 草2000 |      | 2歲未勝利        | 55   | 丹內祐次 | 7    | 14   | 2    | 2:03.5 | Avandel             |
| 29/10/2023 | 日本     | 新潟 | 草2000 |      | 2歲未勝利        | 56   | 丹內祐次 | 12   | 15   | 1    | 2:03.8 | （Longing Gabbana） |
| 25/11/2023 | 日本     | 京都 | 草2000 | GIII | 京都兩歲錦標     | 56   | 角田大河 | 11   | 14   | 8    | 2:00.4 | 真命新帝            |
| 8/1/2024   | 日本     | 中山 | 草2000 |      | 3歲一捷馬        | 57   | 丹內祐次 | 4    | 11   | 2    | 1:59.9 | Fabulous Star       |
| 3/3/2024   | 日本     | 中山 | 草2000 | GII  | 彌生賞大震撼紀念 | 57   | 杜滿萊   | 7    | 11   | 1    | 1:59.8 | （真命新帝）        |
| 14/4/2024  | 日本     | 中山 | 草2000 | GI   | 皋月賞           | 57   | 莫雷拉   | 12   | 17   | 2    | 1:57.1 | 駿天潮城            |
| 26/5/2024  | 日本     | 東京 | 草2400 | GI   | 東京優駿         | 57   | 杜滿萊   | 6    | 17   | 6    | 2:25.1 | 野田分位            |
| 16/9/2024  | 日本     | 中山 | 草2200 | GII  | 聖烈特紀念       | 57   | 杜滿萊   | 8    | 14   | 2    | 2:11.9 | 名城潮流            |
| 20/10/2024 | 日本     | 京都 | 草3000 | GI   | 菊花賞           | 57   | 杜滿萊   | 9    | 18   | 14   | 3:08.4 | 名城潮流            |
| 7/12/2024  | 日本     | 中京 | 草2000 | GIII | 中日新聞盃       | 58   | 橫山武史 | 9    | 18   | 6    | 1:59.1 | 飛砂駒              |
| 26/1/2025  | 日本     | 中山 | 草2200 | GII  | 美國賽馬會盃     | 57   | 橫山武史 | 13   | 18   | 3    | 2:12.2 | 野田分位            |
| 6/4/2025   | 日本     | 阪神 | 草2000 | GI   | 大阪盃           | 58   | 丹內祐次 | 9    | 15   | 8    | 1:56.8 | 寶徠歌劇            |
| 17/8/2025  | 日本     | 札幌 | 草2000 | GII  | 札幌紀念         | 58   | 丹內祐次 | 4    | 16   | 10   | 2:02.6 | 技超卓              |

## 血統簡介
父系艾恩遺跡為日本賽駒，生涯戰績優秀，曾勝出皋月賞及大阪盃。祖父大震撼爲日本賽駒，爲日本賽馬史上第二匹無敗三冠馬，生涯出戰十四場賽事僅得兩場未能勝出，退役後配種成績亦極爲優秀。
母系南方快駒為澳洲賽駒，生涯戰績優秀，曾勝出考菲爾德盃，亦於木下錦標及澳洲盃等賽事中跑獲亞軍。外祖父Southern Image為美國賽駒，生涯戰績亦非常優秀，曾勝出馬利寶錦標、賓利高特選錦標及聖雅尼塔讓賽三項一級賽。

### 血統表
| 父線：週日寧靜系（Halo系）       |                                 |                  |                |
| 種馬 艾恩遺跡 2014年（棗色）     | 大震撼 2002年（棗色）           | 週日寧靜         | Halo           |
| 種馬 艾恩遺跡 2014年（棗色）     | 大震撼 2002年（棗色）           | 週日寧靜         | Wishing Well   |
| 種馬 艾恩遺跡 2014年（棗色）     | 大震撼 2002年（棗色）           | 風中秀髮         | Alzao          |
| 種馬 艾恩遺跡 2014年（棗色）     | 大震撼 2002年（棗色）           | 風中秀髮         | Burghclere     |
| 種馬 艾恩遺跡 2014年（棗色）     | 杜拜酋長 2005年（深棗色）       | Essence of Dubai | Pulpit         |
| 種馬 艾恩遺跡 2014年（棗色）     | 杜拜酋長 2005年（深棗色）       | Essence of Dubai | Epitome        |
| 種馬 艾恩遺跡 2014年（棗色）     | 杜拜酋長 2005年（深棗色）       | Great Majesty    | Great Above    |
| 種馬 艾恩遺跡 2014年（棗色）     | 杜拜酋長 2005年（深棗色）       | Great Majesty    | Mistic Majesty |
| 繁殖雌馬 南方快駒 2007年（棗色） | Southern Image 2000年（深棗色） | Halo's Image     | Halo           |
| 繁殖雌馬 南方快駒 2007年（棗色） | Southern Image 2000年（深棗色） | Halo's Image     | Sugar's Image  |
| 繁殖雌馬 南方快駒 2007年（棗色） | Southern Image 2000年（深棗色） | Pleasant Dixie   | Dixieland Band |
| 繁殖雌馬 南方快駒 2007年（棗色） | Southern Image 2000年（深棗色） | Pleasant Dixie   | Pleasant Jolie |
| 繁殖雌馬 南方快駒 2007年（棗色） | Golden Eagle 2000年（棗色）     | 沙鏢             | Sir Tristram   |
| 繁殖雌馬 南方快駒 2007年（棗色） | Golden Eagle 2000年（棗色）     | 沙鏢             | Lady Giselle   |
| 繁殖雌馬 南方快駒 2007年（棗色） | Golden Eagle 2000年（棗色）     | Rising Eagle     | 丹山           |
| 繁殖雌馬 南方快駒 2007年（棗色） | Golden Eagle 2000年（棗色）     | Rising Eagle     | Very Droll     |
| 雌系：號族：1-m                  |                                 |                  |                |
| 五代內近親交配：Halo 4×4         |                                 |                  |                |

## 命名由來
名字中，Cosmo（コスモ）是馬主岡田美佐子和大紅牧場的冠名，帶有「宇宙」之意思，Kuranda（キュランダ）則出自位於澳洲昆士蘭州瑪瑞巴的熱帶雨林之名字，香港採意譯，翻譯為「雨林」。

## 外部連結
- 宇宙雨林 netkeiba.com （页面存档备份，存于）
- 血統表 （页面存档备份，存于）